# Jürgen Röber
Hans-Jürgen Röber ou couramment Jürgen Röber, né le 25 décembre 1953 à Gernrode, est un footballeur allemand évoluant au poste de milieu de terrain jusqu'en 1991. Après sa carrière de joueur, il s'est reconverti à la fonction d'entraîneur dans plusieurs clubs en Allemagne, en Serbie, en Russie, puis en Turquie. À partir de 2015, il reconverti en directeur sportif.
En tant que joueur Jürgen Röber compte 303 apparitions en Bundesliga, pour le Werder Brême, le Bayer Leverkusen et le Bayern Munich, où il est devenu champion d'Allemagne en 1981.

## Biographie

### Enfance
Jürgen Röber est né le 25 décembre 1953 en Allemagne de l'Est, il est le fils d'une famille de mineurs. En 1956, sa famille a déménagé de l'Allemagne de l'Est vers l'Allemagne de l'Ouest, pendant les premières années, ils ont vécu dans un camp, puis ils se sont installés dans la région de la Ruhr.

### Footballeur

#### Débuts (1963-1974)
En 1963, à l'âge de 10 ans, Jürgen Röber commence le football en rejoignant le club SuS Bertlich (club basé à Herten dans la région de la Ruhr) et y reste jusqu'en 1967, date à laquelle il rejoint le FC Zons, où il passe également quatre ans, puis il a déménagé au CfB Ford Köln-Niehl, avant de rejoindre le TuS Lingen en 1972.

#### Débuts en Bundesliga et premières selections (1974-1980)
Röber fait ses débuts en Bundesliga pour le Werder Brême le 4 octobre 1974 à l'âge de 20 ans, face au Fortuna Düsseldorf. Le 1er avril 1975 il a marqué son premier but en Bundesliga lors de la victoire 5-1 du Werder contre les Kickers Offenbach.
Au total de ses six saisons avec le Werder Brême, Röber a joué 204 matchs et a marqué 67 buts.
Entre 1977-1978, Jürgen Röber a été convoqué en sélection d'Allemagne de l'Ouest B, où il a participé en tant que titulaire à trois matches amicaux contre l'Italie, la Suisse et la Tchécoslovaquie.
Lors de la saison 1979-1980, le Werder Brême est relégué en deuxième division, et Röber rejoint le Bayern Munich.

#### Bayern Munich (1980-1981)
Avec le Bayern Munich, Jürgen Röber a disputé 19 matchs toutes compétitions confondues, dont la coupe des clubs champions européens, à la fin de la saison, Röber a obtenu avec le club bavarois le titre de champion d'Allemagne.

#### Passage au Canada et en Angleterre (1981-1982)
Jürgen Röber a eu deux expériences en dehors de l'Allemagne, la première au Canada avec les Boomers de Calgary (en) à partir de l'été 1981, Röber portait le numéro 8 avec le club canadien, avec lequel il a marqué 6 buts et fait 10 passes décisives en 30 matches.
La deuxième expérience était en Angleterre avec Nottingham Forest, où il a joué 22 matches en championnat et a marqué 3 buts, avant qu'il le quitte en 1982.

#### Retour en Allemagne (1982-1991)
À l'été 1982, Röber revient en Allemagne et rejoint le Bayer Leverkusen, où il a joué jusqu'en 1986, en marquant 18 buts en championnat. Le 17 novembre 1984, il inscrit son dernier but en Bundesliga contre le Bayern Munich, son dernier match dans la même compétition a lieu le 25 mars 1986 (victoire 2-0 contre Francfort).

### Entraîneur

#### Débuts (1987-1993)
Jürgen Röber a commencé sa carrière d'entraîneur lorsqu'il rejoint le Rot-Weiss Essen, où il a commencé en tant qu'entraîneur adjoint en 1987, en même temps, il était un joueur au club.
En 1991, lorsqu'il a arrêté sa carrière de joueur, il a été nommé entraîneur-chef du club. Röber a mené le RWE en 2. Bundesliga après avoir remporté le titre de troisième division en 1992, il les a également qualifiés pour les demi-finales de la Coupe d'Allemagne en 1993, date à laquelle il a succédé à Christoph Daum au VfB Stuttgart, lors de son premier match en tant qu'entraîneur-chef, Stuttgart s'est imposé 3-1 contre le Bayern Munich de Franz Beckenbauer, à la fin de saison, les Souabes terminent 7e du classement, Röber a quitté le club en 1995, après avoir terminé 12e au championnat.

#### Hertha Berlin (1996-2002)

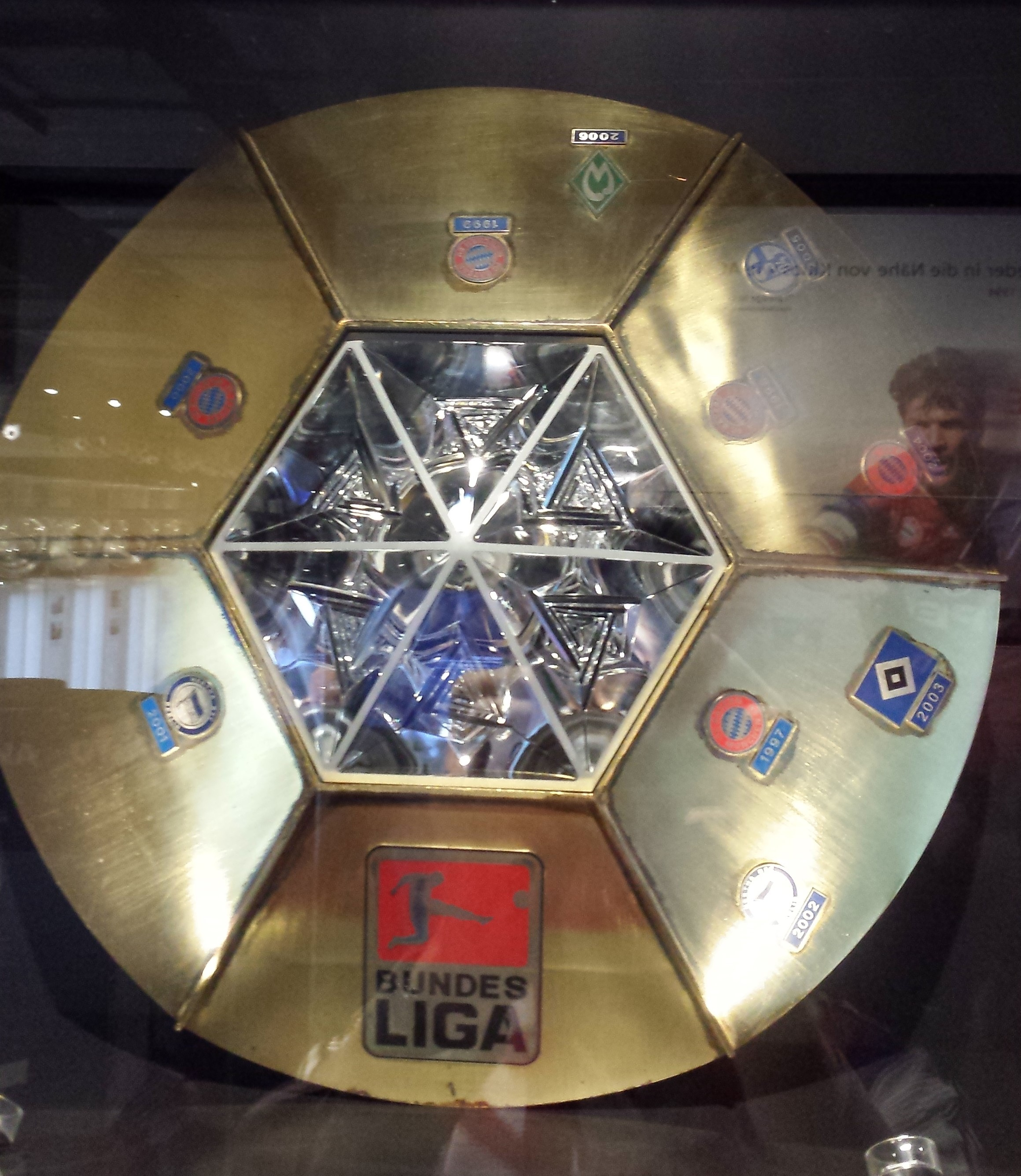
Trophée de la Ligapokal avec le logo du Hertha BSC (vainqueur de 2001).

En 1996, Röber rejoint le club de la capitale allemande, Hertha Berlin, il l'a sauvé de la relégation en troisième division la même saison, la saison qui suit (1996-97), il l'a conduit de la deuxième division allemande à la Bundesliga.
Lors de la première année de Bundesliga, l'équipe promue a réussi à se maintenir, la deuxième année il l'a conduite à la Ligue des champions de l'UEFA, pour la première et la seule fois de l'histoire du club,, après avoir terminé 3e en Bundesliga 1998-1999.
Sur la scène européenne, la vieille dame a survécu à la première phase de groupes avec des victoires contre le Chelsea FC et l'AC Milan, mais a ensuite raté les quarts de finale dans les duels avec le FC Barcelone, le FC Porto et le Slavia Prague. La même année (2000), Röber a mené le club à la finale de la coupe de la Ligue et a été battu par le Bayern Munich. L'année qui suit (2001), il a mené les Berlinois au titre de la même compétition après la victoire face au FC Schalke 04.
Après six ans à la tête du club, Jürgen Röber remporte 116 victoires en 254 matches . Il est considéré comme la légende des entraîneurs du Hertha Berlin.

#### Wolfsburg et Partizan Belgrade (2003-2006)
En mars 2003, Jürgen Röber a signé un contrat de trois ans avec le VfL Wolfsburg, à l'été, il a mené les loups à la finale de la Coupe Intertoto, mais il y a eu une fin précoce, Röber quitte le club le 4 avril 2004.
En 2005, l'entraîneur s'est rendu en Serbie pour entraîner le FK Partizan Belgrade jusqu'en 2006, où il a mené le club de la capitale à remporter 16 victoires sur 22 en championnat, dans lequel le club a terminé vice-champion.

#### Borussia Dortmund (2006-2007)
En décembre 2006, Hans-Joachim Watzke (en) a signé avec l'entraîneur Jürgen Röber un contrat jusqu'à la fin de la saison, Röber retrouve la Bundesliga avec Dortmund, il a remporté son premier match avec le BVB face au Bayern Munich par 3 buts à 2, mais après seulement six points en huit matchs, Röber a annoncé sa démission en 2007.

### Directeur sportif
Entre 2015-2017, Jürgen Röber devient le directeur sportif du club turc Osmanlıspor, qui a été promu en Süper Lig 2015-2016 puis il s'est qualifié pour Ligue Europa 2016-2017.
Après son expérience en Turquie, Röber s'est tourné vers le club belge Royal Excel Mouscron de la Jupiler Pro League en juin 2017, avant de se retirer du football à l'été 2020.

## Statistiques

### Joueur
| Saison                | Club                  | Championnat           | Championnat | Championnat | Coupe(s) nationale(s) | Coupe(s) nationale(s) | Compétition(s) continentale(s) | Compétition(s) continentale(s) | Compétition(s) continentale(s) | Total | Total |
| Saison                | Club                  | Division              | M.          | B.          | M.                    | B.                    | Comp.                          | M.                             | B.                             | M.    | B.    |
| 1974-1975             | Werder Brême          | 1.Bundesliga          | 21          | 5           | 5                     | 2                     | -                              | -                              | -                              | 26    | 7     |
| 1975-1976             | Werder Brême          | 1.Bundesliga          | 34          | 10          | 1                     | 0                     | -                              | -                              | -                              | 35    | 10    |
| 1976-1977             | Werder Brême          | 1.Bundesliga          | 34          | 8           | 4                     | 5                     | -                              | -                              | -                              | 38    | 13    |
| 1977-1978             | Werder Brême          | 1.Bundesliga          | 34          | 13          | 6                     | 1                     | -                              | -                              | -                              | 40    | 14    |
| 1978-1979             | Werder Brême          | 1.Bundesliga          | 30          | 12          | 2                     | 1                     | C4                             | 6                              | 1                              | 38    | 14    |
| 1979-1980             | Werder Brême          | 1.Bundesliga          | 31          | 9           | 2                     | 1                     | C4                             | 6                              | 0                              | 39    | 10    |
| 1980-1981             | Bayern Munich         | 1.Bundesliga          | 14          | 0           | 2                     | 0                     | C1                             | 2                              | 0                              | 18    | 0     |
| 1981                  | Boomers de Calgary    | NASL                  | 30          | 6           | -                     | -                     | -                              | -                              | -                              | 30    | 6     |
| 1981-1982             | Nottingham Forest     | First Division        | 22          | 3           | -                     | -                     | -                              | -                              | -                              | 22    | 3     |
| 1982-1983             | Bayer Leverkusen      | 1.Bundesliga          | 30          | 5           | 2                     | 0                     | -                              | -                              | -                              | 32    | 5     |
| 1983-1984             | Bayer Leverkusen      | 1.Bundesliga          | 32          | 4           | 1                     | 0                     | -                              | -                              | -                              | 33    | 4     |
| 1984-1985             | Bayer Leverkusen      | 1.Bundesliga          | 32          | 9           | 4                     | 0                     | -                              | -                              | -                              | 36    | 9     |
| 1985-1986             | Bayer Leverkusen      | 1.Bundesliga          | 11          | 0           | 1                     | 1                     | -                              | -                              | -                              | 12    | 1     |
| 1987-1988             | Rot-Weiss Essen       | 2.Bundesliga          | 16          | 3           | 0                     | 0                     | -                              | -                              | -                              | 16    | 3     |
| 1988-1989             | Rot-Weiss Essen       | 2.Bundesliga          | 35          | 7           | 4                     | 1                     | -                              | -                              | -                              | 39    | 8     |
| 1989-1990             | Rot-Weiss Essen       | 2.Bundesliga          | 23          | 4           | 1                     | 0                     | -                              | -                              | -                              | 24    | 4     |
| 1990-1991             | Rot-Weiss Essen       | 2.Bundesliga          | 30          | 3           | 2                     | 0                     | -                              | -                              | -                              | 32    | 3     |
| Total sur la carrière | Total sur la carrière | Total sur la carrière | 459         | 101         | +37                   | +12                   | -                              | 14                             | 1                              | 510   | 114   |

*Statistiques du joueur dans les championnats allemands (1.Bundesliga et 2. Bundesliga) + la Coupe des clubs champions européens selon Kicker.
*Statistiques du joueur en dehors de l'Allemagne selon,.
*Statistiques du joueur en Coupe Intertoto selon Transfermarkt

#### Matchs internationaux
Le tableau suivant liste les rencontres de l'équipe d'Allemagne de l'Ouest B dans lesquelles Jürgen Röber a été sélectionné entre 1977-1978.
| Réf    | Date             | Adversaire      | Résultat | Compétition  | Titulaire | Club         |
| ------ | ---------------- | --------------- | -------- | ------------ | --------- | ------------ |
| [ 9 ]  | 7 octobre 1977   | Italie          | 1 - 0    | Match amical | Oui       | Werder Brême |
| [ 10 ] | 15 novembre 1977 | Suisse          | 4 - 0    | Match amical | Oui       | Werder Brême |
| [ 11 ] | 10 octobre 1978  | Tchécoslovaquie | 2 - 1    | Match amical | Oui       | Werder Brême |

### Entraîneur
| Équipe               | Du   | Au   | Statistiques | Statistiques | Statistiques | Statistiques | Réf    |
| Équipe               | Du   | Au   | M            | V            | N            | D            | Réf    |
| Rot-Weiss Essen      | 1991 | 1993 | 55           | 28           | 16           | 11           | [ 33 ] |
| VfB Stuttgart        | 1993 | 1995 | 44           | 18           | 13           | 13           | [ 34 ] |
| Hertha Berlin        | 1996 | 2002 | 254          | 114          | 57           | 83           | [ 35 ] |
| VfL Wolfsburg        | 2003 | 2004 | 48           | 21           | 5            | 22           | [ 36 ] |
| FK Partizan Belgrade | 2005 | 2006 | 22           | 16           | 4            | 2            | [ 25 ] |
| Borussia Dortmund    | 2006 | 2007 | 8            | 2            | 0            | 6            | [ 37 ] |
| Saturn Ramenskoïe    | 2008 | 2009 | 20           | 4            | 8            | 8            | [ 38 ] |

## Palmarès

### En tant que joueur
- Bayern Munich
  - 1. Bundesliga
    - Champion : 1981[4].

  - Coupe des clubs champions européens
    - Demi-finaliste : 1981[2].

- Werder Brême
  - Coupe d'Allemagne de football
    - Demi-finaliste : 1978[2].

### En tant qu'entraîneur
- Hertha Berlin
  - Coupe de la Ligue d'Allemagne
    - Vainqueur : 2001[39].
    - Finaliste : 2000[21].

- FK Partizan Belgrade
  - Prva savezna liga
    - Vice-champion : 2006.

- VfL Wolfsburg
  - Coupe Intertoto
    - Finaliste : 2003[24].

- Rot-Weiss Essen
  - Championnat d'Allemagne de football amateur (en)
    - Champion : 1992[15].

### Distinctions personnelles

#### En tant que joueur
Jürgen Röber est le premier joueur du Werder Brême à être élu buteur du mois (Allemagne) (en) par l'émission Sportschau (en) de Das Erste, grâce à son but contre Nuremberg en 1979.
Sous les couleurs du Bayer Leverkusen en 1984, cinq ans et deux mois après sa première élection, Röber est à nouveau honoré buteur du mois de mars grâce à son but contre Uerdingen.
- Buteur du mois de janvier 1979.
- Buteur du mois de mars 1984.

#### En tant qu'entraîneur
En 2007, Jürgen Röber a été élu entraîneur du siècle par les fans de Rot-Weiss Essen.